# Centre culturel Tjibaou

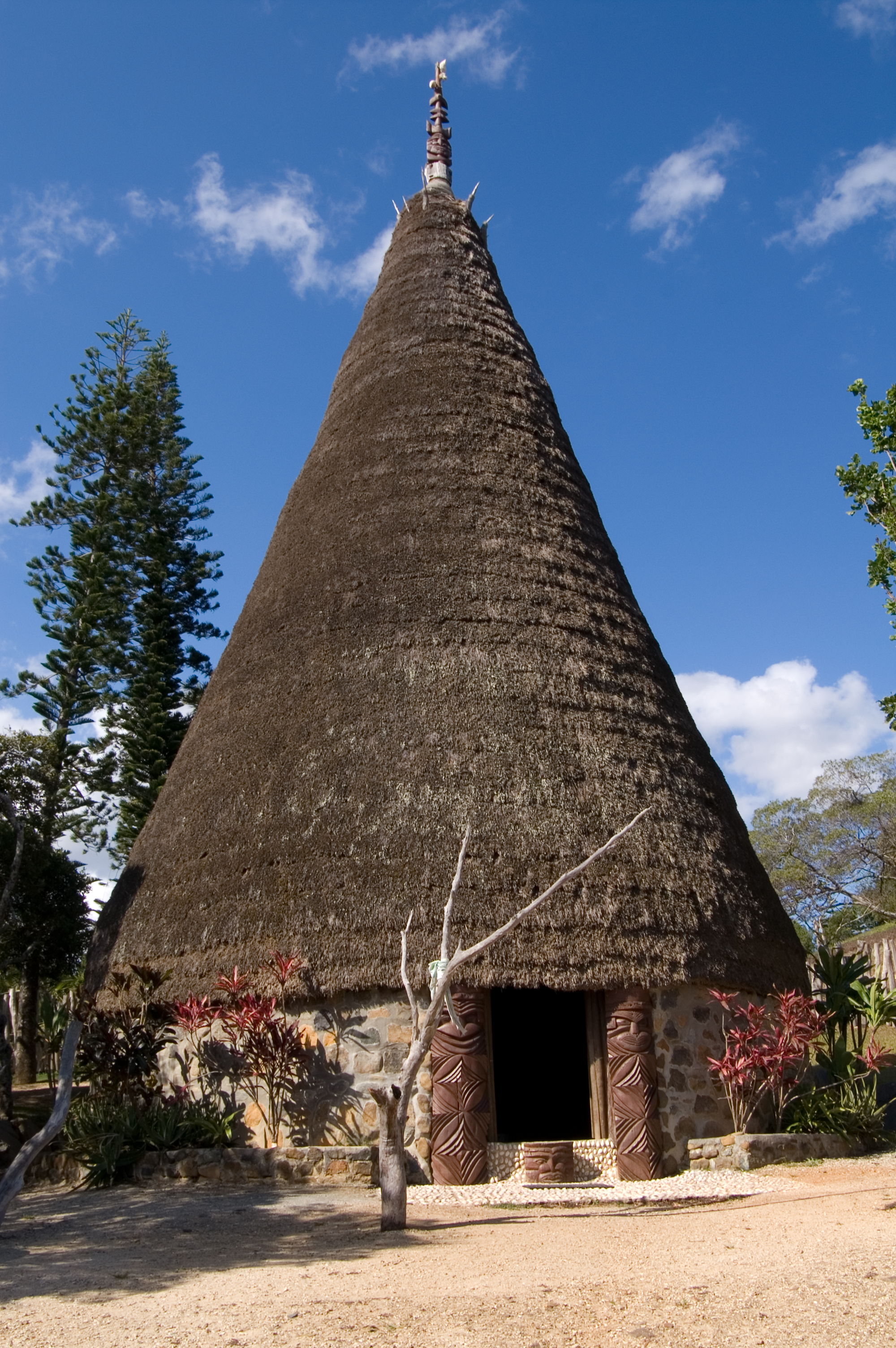
Een Kanakhut op het terrein

Het Centre culturel Tjibaou staat in de Nieuw-Caledonische hoofdstad Nouméa.
De bouw van het cultureel centrum kaderde in de Grandes opérations d'architecture et d'urbanisme, een groot investeringsprogramma van de Franse president François Mitterrand en vond plaats van 1995 tot 1998. De plechtige opening ging door op 15 juni 1998.
Dit centrum dient ter bevordering van de plaatselijke Kanakcultuur en is vernoemd naar Jean-Marie Tjibaou die zich voor deze groepering inzette.

## Architectuur
Het centrum werd ontworpen door de Italiaanse architect Renzo Piano. Het bestaat uit tien ruimtes die eruitzien als omgedraaide bolvormige hutten, die niet afgebouwd zijn. Deze symboliseren de Kanakcultuur die nog volop in ontwikkeling is.
Ook zijn er twee Kanakhutten te vinden.